# Pont d'Andance
Le pont d'Andance est un pont suspendu enjambant le Rhône entre les communes d'Andance dans l'Ardèche et d'Andancette dans la Drôme. Il est parmi les plus vieux ponts suspendus de France encore utilisés aujourd'hui, construit deux ans seulement après celui de Tournon.

## Histoire
Avant la construction du pont en 1827, les habitants empruntaient un bac à traille pour traverser le Rhône.
C’est en 1820 que naît le projet de réaliser un ouvrage fixe tel qu’un pont pour traverser le Rhône à cet endroit. Le 20 juin 1827, une ordonnance royale approuve l’adjudication de la construction d’un pont suspendu sur le Rhône à Andance, passée le 16 mars 1827 par le préfet du département de la Drôme à Messieurs de Bernon et Desblains. Ces derniers, ingénieurs et conducteurs des Ponts et Chaussées, sont autorisés à établir le pont suspendu qu'ils ont présenté en projet, moyennant la concession d’un péage durant 39 ans.
En 1846, soit une vingtaine d'années après son édification, le tablier est rehaussé de 0,50 mètre par l’entrepreneur Rainery pour faciliter la navigation et permettre le passage des remorqueurs à vapeur avec leurs cheminées. En effet, les bateaux à vapeur étaient auparavant contraints de plier leur cheminée au passage du pont (ceci étaient aussi le cas pour l'ancien pont de Serrières). Pendant la durée des travaux, le bac à traille est réhabilité.
Le 2 octobre 1850, une visite du pont est réalisée, et le procès-verbal établi stipule que les amarres en barre de fer des culées sont oxydées et doivent toutes être remplacées pour des raisons de sécurité. Il est également indiqué que les concessionnaires devaient se conformer aux prescriptions d’une circulaire du 24 mai 1850, c'est-à-dire que des travaux doivent être réalisées afin de permettre aux ingénieurs de visiter les barres de retenue ou d’amarre dans toute leur étendue. Ces derniers refusent car cela impliquerait de modifier la construction des culées qui avaient été auparavant approuvées par deux fois, nuirait à la solidité des maçonneries et occasionnerait une augmentation considérable des dépenses.
En 1891, les garde-corps en bois sont remplacés par des garde-corps métalliques articulés formant poutre raidissante pour le tablier. Les travaux sont effectués par l'entrepreneur Arnodin.
Le 30 août 1944, l'ouvrage est miné par l'armée allemande afin de protéger sa retraite.
En 1945, un document fait état de la destruction de la travée de la rive droite par la rupture des huit câbles porteurs. Le pont est réparé en juillet 1946.
En 1969, un document mentionne la possible construction d'un nouveau pont pour traverser le Rhône. Finalement, le projet est abandonné et l'ancien ouvrage est resté, restauré vers 1985.
En janvier 2020, à la suite de l'effondrement du pont de Mirepoix-sur-Tarn, des glissières de béton sont mises en place à chaque extrémité du pont pour empêcher physiquement les camions d'emprunter l'ouvrage dont l'accès était déjà interdit aux véhicules de plus de 7,5 tonnes.